# ایولیا، میسوری
ایولیا (به انگلیسی: Eolia) یک روستا (ایالات متحده آمریکا) در ایالات متحده آمریکا است که در شهرستان پایک، میزوری واقع شده‌است.
 ایولیا ۳٫۱۸ کیلومتر مربع مساحت و ۵۲۲ نفر جمعیت دارد و ۲۵۲ متر بالاتر از سطح دریا واقع شده‌است.